# Aglaja (tijdschrift)
Aglaja was de titel van twee Nederlandse negentiende-eeuwse mode- en handwerktijdschriften.
Aglaja, Tijdschrift voor dames. Verzameling van de nieuwste borduur- en tapisserie-patronen verscheen van januari 1835 tot ongeveer 1836, werd uitgegeven door de boekhandelaar J.P. Beekman Hzn. in Den Haag en kostte f 9,- per jaar.
Aglaja. Maandboekje voor dameshandwerken kwam van 1848 tot 1864 uit bij A.C. Kruseman in Haarlem en was een van de succesvolste Nederlandse damesbladen van de negentiende eeuw.

Beide tijdschriften waren vernoemd naar de jongste van de Gratiën Aglaia (Glans). Het Maandboekje verscheen in een klein formaat en bevatte brei-, haak-, knoop- en borduurpatronen met modenieuws, een modeplaat en later boekrecensies en een feuilleton. Op het hoogtepunt waren er 5500 abonnees. In 1864 werd deze Aglaja samengevoegd met het blad Gracieuse tot De Gracieuse - Geïllustreerde Aglaja en richtte zich verder alleen op mode en handwerken. De verkoopprijs bedroeg f 3,- per jaargang ofwel 25 cent per aflevering.

## In fictie
In de roman Max Havelaar (1860) laat Sjaalman als bediende op een boekverkoping ingebonden jaargangen van de Aglaja ("een allerliefste verzameling van dameshandwerken") van Kruseman op de grond vallen. Vanwege die onhandigheid besluit Batavus Droogstoppel hem niet in dienst te nemen.

## Galerij

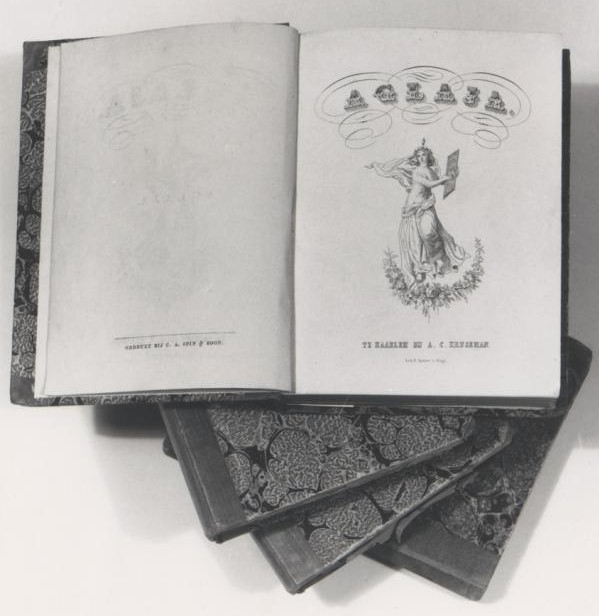
Vier gebonden jaargangen van het mode- en handwerktijdschrift Aglaja van uitgever Kruseman, 1848-1850, 1853. Centraal Museum, Utrecht
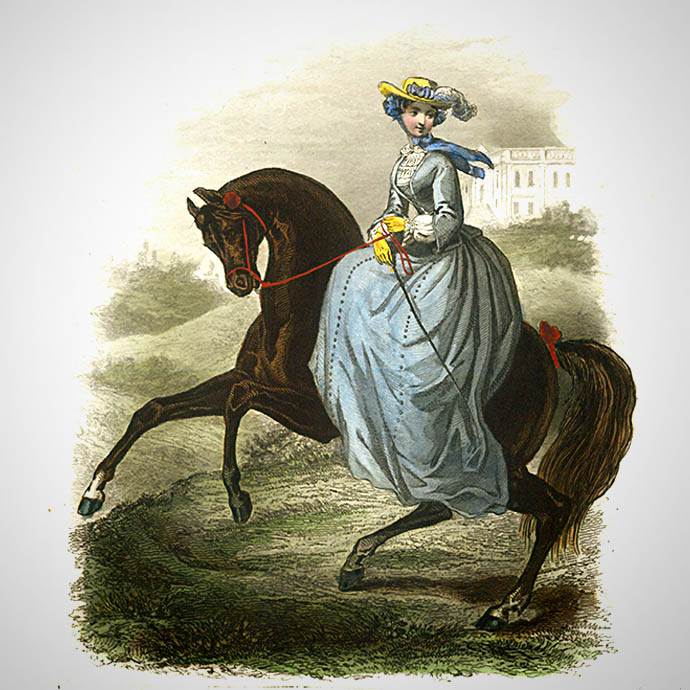
Mode voor een amazone, Aglaja juli 1851
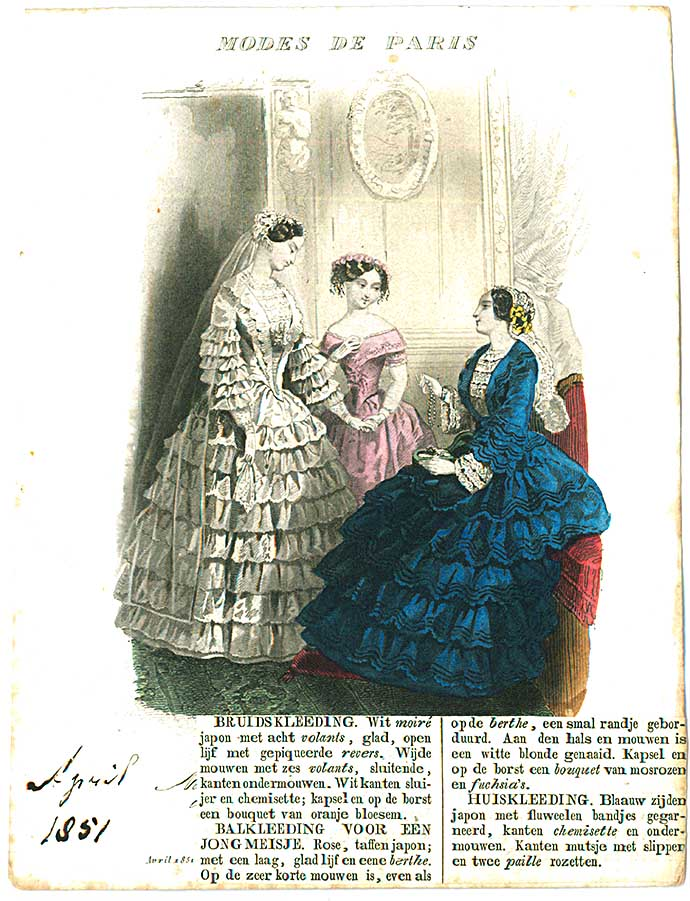
Bruids-, bal- en huiskleding, Aglaja april 1851
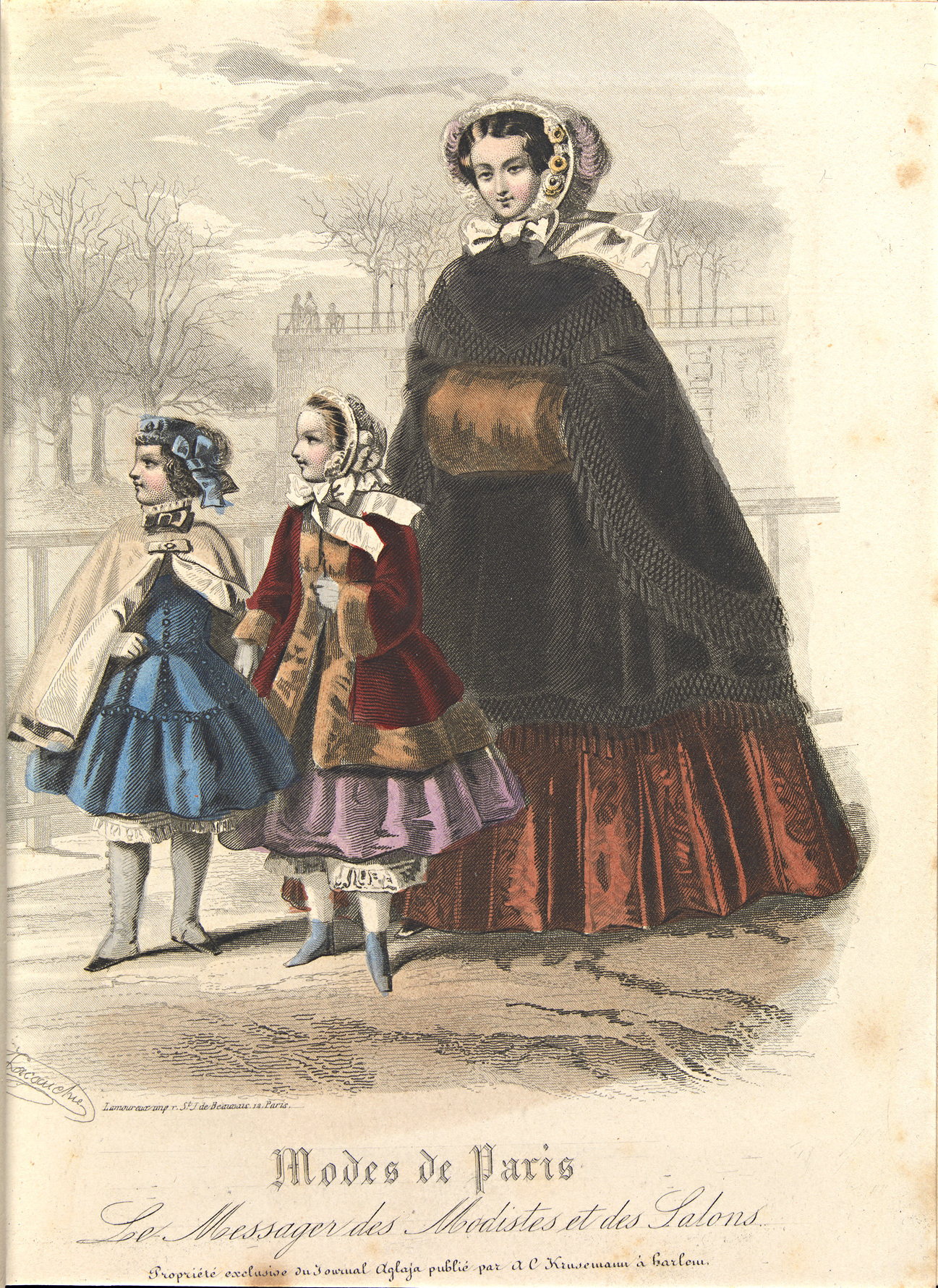
Een dame in wijde modieuze rok en mof met een jongen en een meisje, Aglaja 1856 nr 3
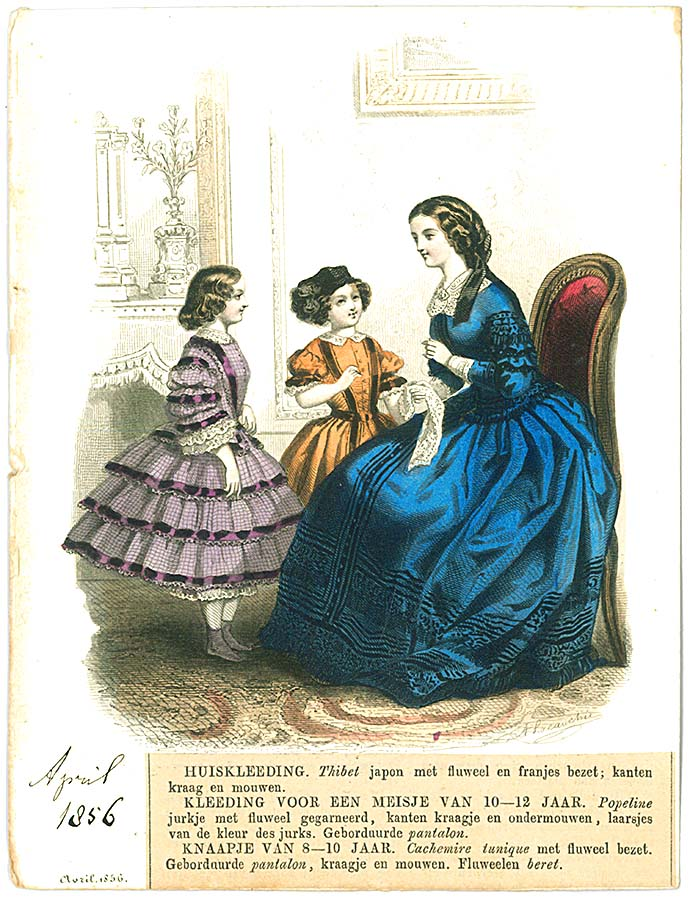
Kinder- en huismode, Aglaja april 1856
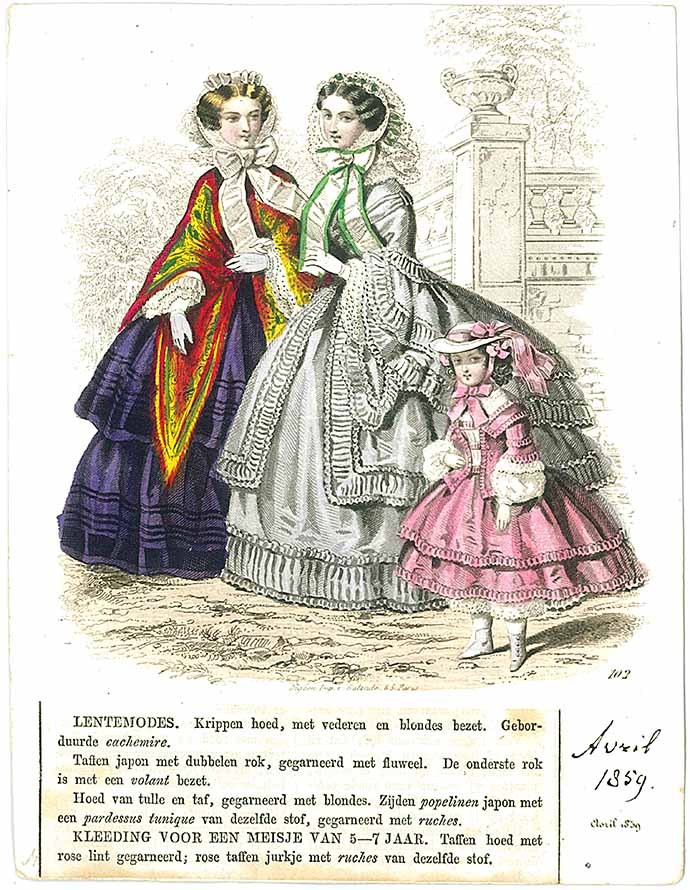
Lentemodes en kleeding voor een meisje van 5-7 jaar, Aglaja 1856 nr 10
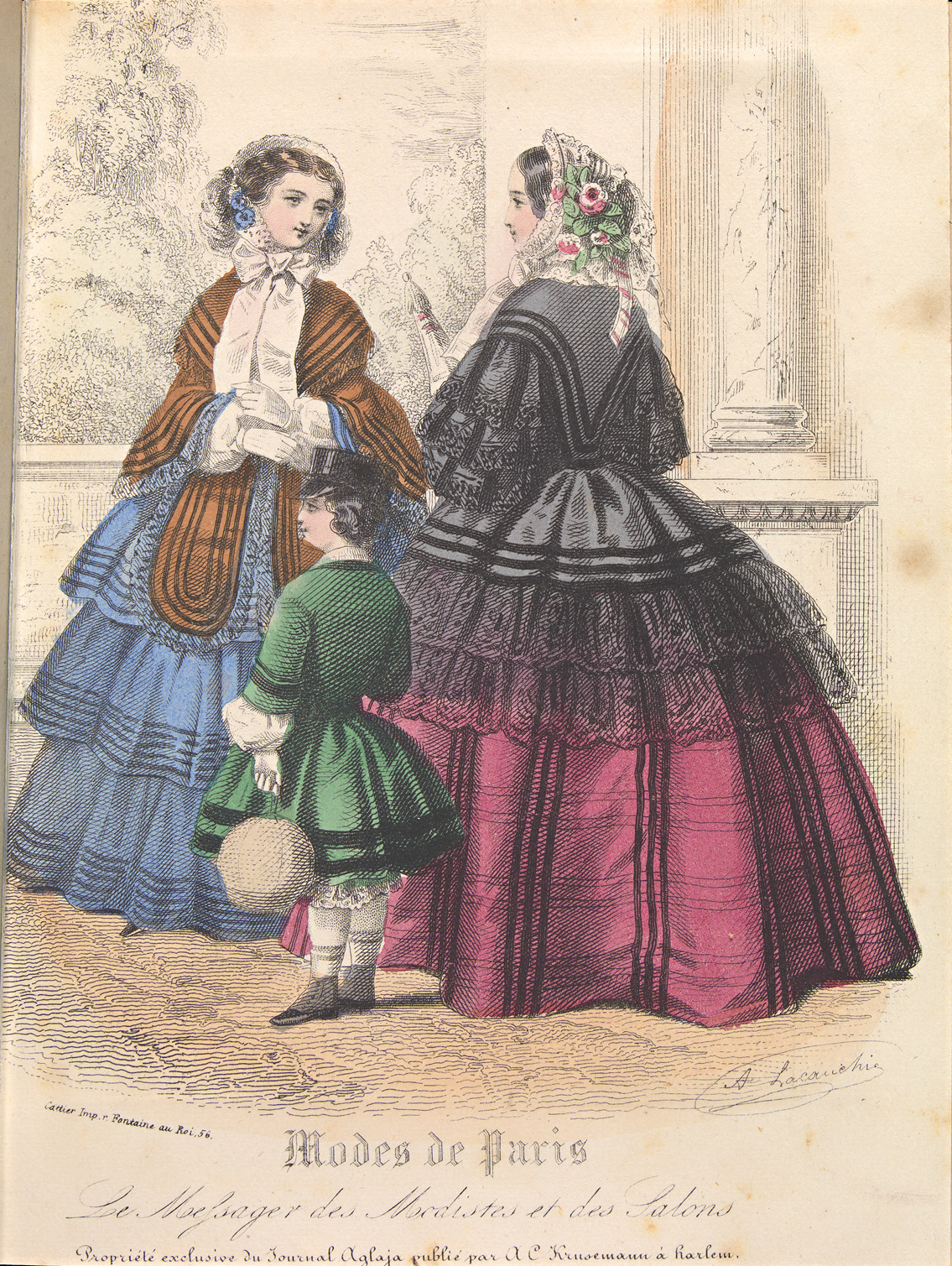
Modes de Paris, Aglaja 1856 nr 10